# Revolta Espartaquista

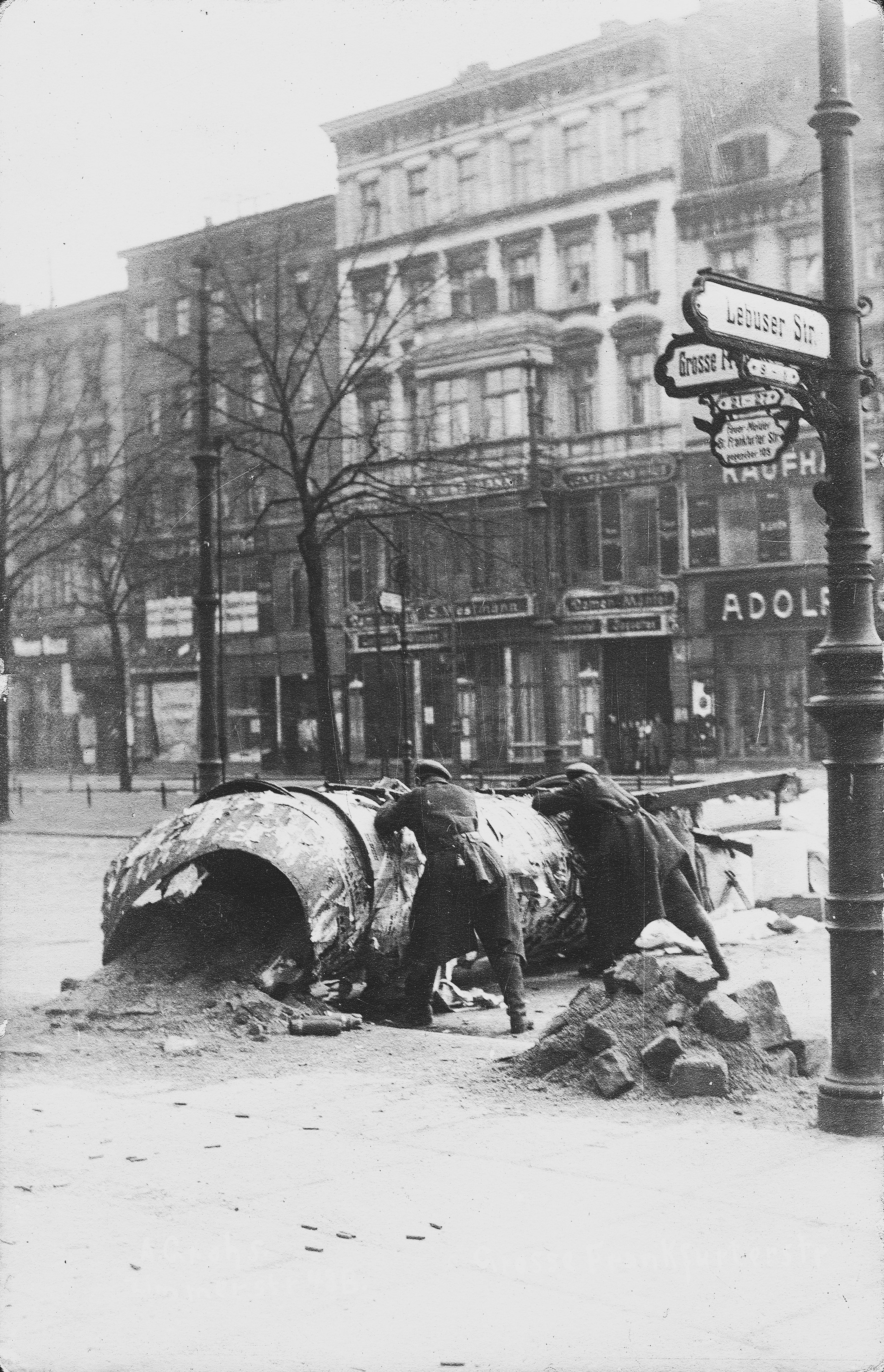
Revolucionaris en una barricada als carrers de Berlín durant l'aixecament.

La Revolta Espartaquista fou la vaga general i les lluites armades a Berlín del 5 al 12 de gener de 1919, que en ser sufocades van donar pràcticament per finalitzada la Revolució de Novembre. El nom s'ha generalitzat en l'ús, encara que la Lliga Espartaquista, que es va convertir en el Partit Comunista d'Alemanya (KPD) ni van iniciar l'aixecament ni el van dirigir, però van cooperar amb l'aixecament una vegada començat. L'aixecament va ser sufocat violentament amb forces militars que van ser creades per la direcció de la socialdemocràcia alemanya, els cossos francs al comandament de Noske autoanomenat Gos sagnant. Figures comunistes destacades com Rosa Luxemburg i Karl Liebknecht van ser assassinades durant l'aixecament.

## Causes
El detonant de la revolta va ser l'acomiadament del cap de la policia de Berlín, Emil Eichhorn del Partit Demòcrata d'Alemanya (USPD), per part del Consell de Diputats del Poble, sota el lideratge de Friedrich Ebert. Durant el gener de 1919. Eichhorn havia estat designat pel primer Consell de Diputats del Poble. El novembre de 1918, tres representants de la MSPD i de l'USPD, van formar el govern provisional del Kremlin acceptat per l'Ordre Suprema de l'Exèrcit, en el pacte secret Ebert-Groener-Pakt. Durant les Batalles de Nadal, la Divisió de la Marina del Poble, va ser l'encarregada de protegir el govern provisional. El desembre de 1918, Otto Wels (MSPD) va ser pres com a ostatge, perfer complir la seva demanda de pagament del salari pendent. Eichhorn s'havia negat el 24 de desembre, contra les ordres de tres diputats Populars del MSPD Ebert. Philipp Scheidemann, i Otto Landsberg es van negar, a utilitzar les seves forces subordinades contra la Divisió de la Marina del Poble que es trobaven en el Palau de Berlín per alliberar a Wels. Des de llavors, Ebertels havia considerat com a poc fiables, els tres representants de l' USPD (Hugo Haase, Guillem Dittmann, Emil Barth) havien abandonat, el passat 29 de desembre, el Consell de Diputats del Poble. Els representants del poble en protesta a l'afusellament d'Eberts i de les víctimes del "Nadal Inquiet", junt els representants de la MSPD, van cridar sense dret als socis a Gustav Noske i Rudolf Wissell per substituir als restants membres del Consell. L'UPSD que ja no consideraven legítim el govern de transició. En canvi las majories del MSP en el Consell Executiu del Consell de Treballadors del Gran Berlín i en el Consell Central de la República Socialista Alemanya estaven d'acord amb d'Eberts Wunsch en el seu desig de destituir a Eichhorn i al Primer Ministre prussià Paul Hirsch.
La veritable causa de la Revolta de Gener van ser els objectius polítics i els mètodes, dels grups implicats en la Revolució de novembre. El lideratge del MSPD, encapçalat per Ebert, Scheidemann i Noske, van demanar un ràpid retorn a les "relacions ordenades" durant les eleccions de l'Assemblea Nacional. L'USPD, els obrers i els revolucionaris d'Obleute junt amb el KPD volien continuar i assegurar els objectius revolucionaris (socialització, protecció dels militars, Dictadura del Proletariat) i reconeguts en l'acomiadament d'Eichhorn com un atac a la revolució. L'historiador Heinrich agost Winkler ho considera un boicot o una "insurrecció contra la democràcia", de la mateixa manera que els bolxevics, el gener de 1918, van utilitzar la força armada per dissoldre l' Assemblea Constituent Russa escollida democràticament, Liebknecht i els seus seguidors haurien impedit el parlamentarisme fins i tot abans de les eleccions a l'Assemblea Nacional.
Des de principis de desembre de 1918, els Freikorps es van formar a Berlín i als seus voltants amb antics soldats que havien estat al front i voluntaris Des del començament d'any d'Ebert i Noske, junt a unitats republicanes, com ara les Forces Militars Republicanes i el regiments imperials, en part lleials, però sobretot enemics de la República es traslladen als voltants de Berlín.

## La revolta de gener

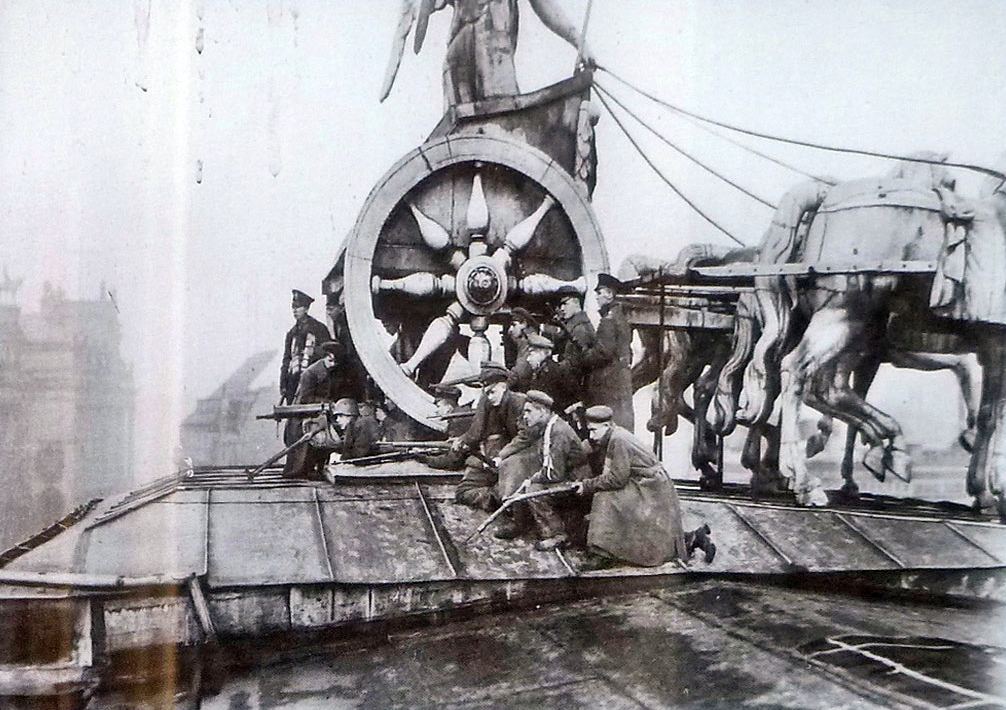
Soldats sobre la Porta de Brandenburg el gener de 1919.

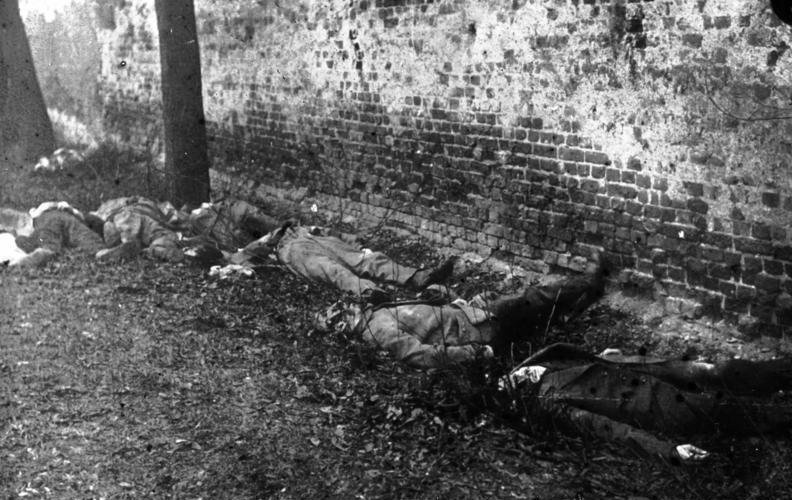
Revolucionaris morts després de la seva execució sumària per les tropes governamentals, març de 1919.

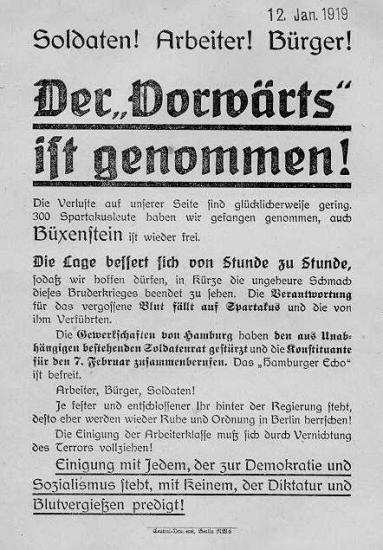
Cartell per la reconquista de l'edifici Endavantt durant la revolta de Spartakus

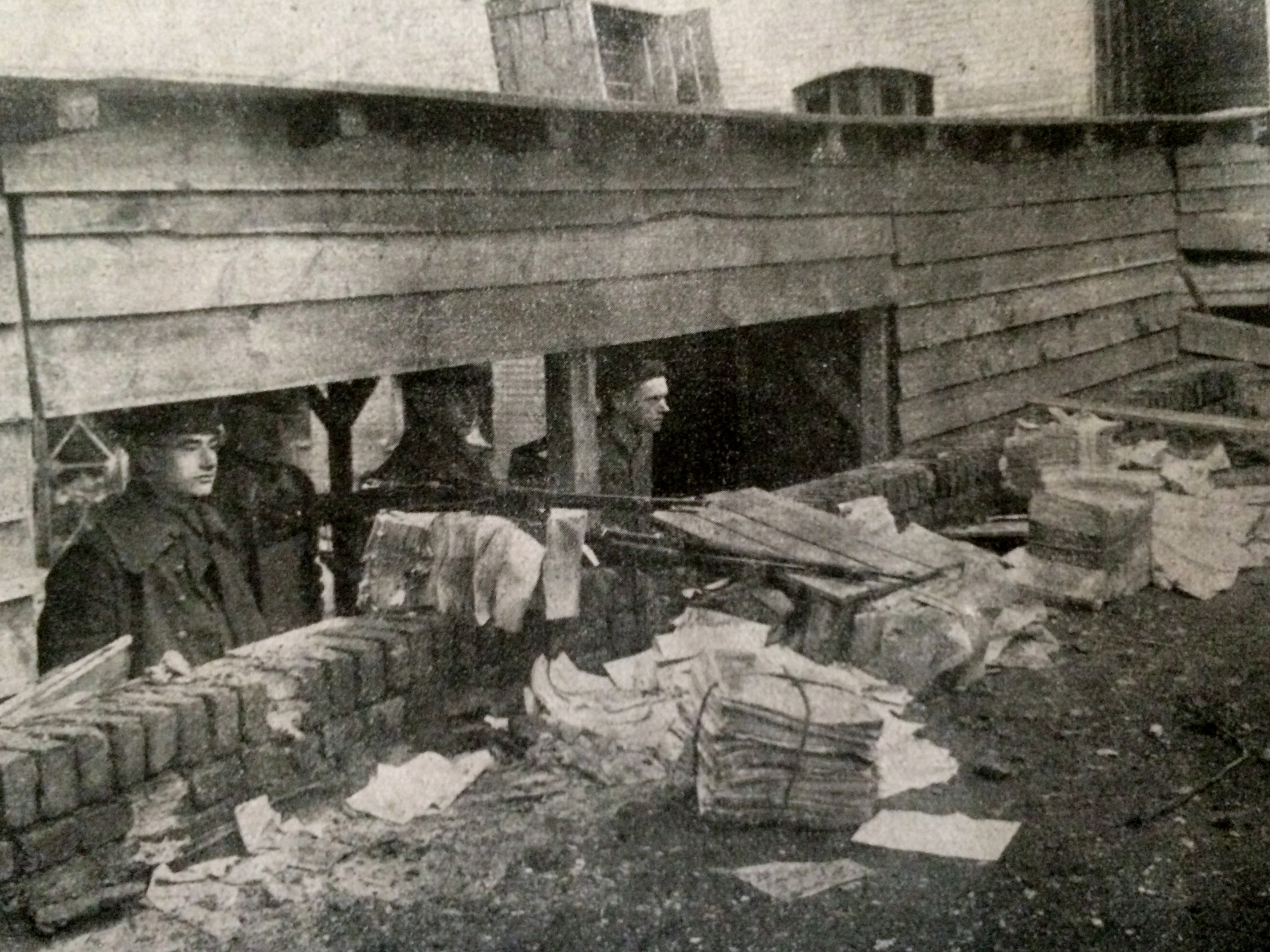
Les tropes governamentals a l'edifici d'Endavant durant la insurrecció dels Spartakus

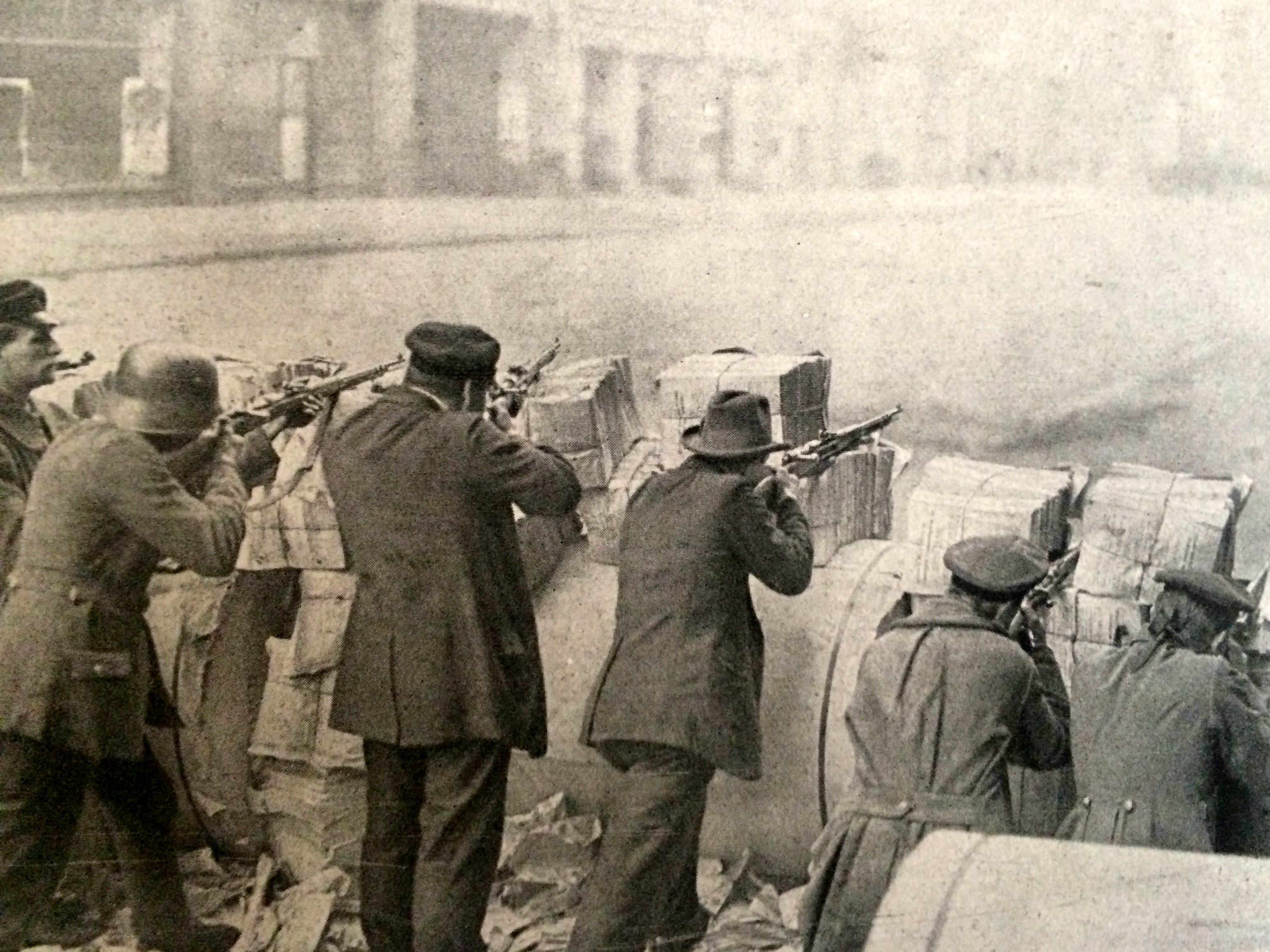
Barricada durant la insurrecció espartaquista

Arran de les seves experiències dins de l'SPD i de la USPD, els espartaquistes van arribar a la conclusió que els calia organitzar el seu propi partit. Per això, juntament amb altres grups socialistes d'esquerra, fundaren el Partit Comunista d'Alemanya (Kommunistische Partei Deutschlands o KPD, en alemany). Tanmateix, després d'haver discutit amb els espartaquistes, els sindicalistes revolucionaris decidiren continuar dins la USPD.
Rosa Luxemburg va redactar-ne el programa fundacional i va presentar-lo el 31 de desembre de 1918. En aquest programa, ella hi afirmava explícitament que els comunistes no havien de prendre el poder sense un suport clar de la majoria del poble. L'1 de gener, va demanar de nou la participació del KPD a les eleccions convocades, però la seva proposta fou derrotada, ja que la majoria dels militants encara confiava a assolir el poder mitjançant l'agitació a les fàbriques i la pressió del carrer.
Igual com el novembre anterior, va desenvolupar-se espontàniament una onada revolucionària a partir del 4 de gener de 1919 després que el Consell de Comissaris del Poble, controlat per Ebert i l'SPD arran de la sortida del govern de la USPD el 29 de desembre, hagués destituït el cap de la policia de Berlín Emil Eichhorn, un militant de la USPD que s'havia negat a actuar contra els manifestants obrers de la Crisi de Nadal. En resposta a la destitució d'Eichhorn, la USPD, els Sindicalistes Revolucionaris i els dirigents del KPD Karl Liebknecht i Wilhelm Pieck convocaren una manifestació per a l'endemà, la qual, per a sorpresa dels seus convocants, es convertí en una gran assemblea de masses al centre de Berlín.
El dia 5 al vespre, els manifestants ocuparen les estacions de tren i les oficines del "Vorwärts" i dels diaris dels partits de les classes mitjanes, alguns dels quals els dies anteriors havien demanat no sols l'actuació dels Freikorps sinó també l'assassinat dels espartaquistes. Durant la manifestació, els manifestants armats i incitats per espies i provocadors van ocupar les impremtes d'Endavant socialdemòcrata i el Berliner Tageblatt i els edificis de les editorials de Scherl, Ullstein, Mosse, la impremta Büxenstein i l'oficina de telègrafs de Wolff.
Els manifestants, els mateixos que dos mesos abans, demanaven la realització de totes les reivindicacions plantejades el novembre. Els espartaquistes no estaven pas en una posició dirigent, sinó que les protestes obreres comptaven amb el suport de diferents grups situats a l'esquerra de l'SPD. En realitat, doncs, l'Aixecament Espartaquista no va planificar-lo el KPD.
Els líders dels representants de l'Obleute, l'USPD i el KPD es van reunir el mateix dia 5 al vespre, per acordar el camí a seguir. La majoria dels presents van donar suport a l'ocupació del districte dels diaris de Berlín i estaven a favor van mostrar partidaris de la lluita contra el govern socialdemòcrata. Liebknecht estava al costat de la manifestació massiva i va fer dir que tots els regiments del voltant de Berlín estaven al seu costat ", en un estat d'eufòria revolucionària.. Només dos portaveus de l'Obleute, Richard Mueller i Ernst Däumig, es van pronunciar contra aquest procediment. Tots dos estaven a favor d'una segona revolució contra el Consell de Diputats del Poble, però consideraven que era massa aviat i tàcticament imprudent; sols van votar a favor d'una vaga general. En contra tenien de 6 vots de les files de l'Obleute. 70 assistents dels quals 53 persones de Ledebour van decidir formar un comitè revolucionari provisional per l'enderrocament del govern i per la presa de poder. Liebknecht i Paul Scholze van ser els tres presidents amb els mateixos drets. Rosa Luxemburg, com també la majoria dels dirigents del KPD, considerà que, en aquell moment, la revolta estava condemnada al fracàs i va parlar-hi explícitament en contra.
Per a l'endemà dia 6, el Comitè Revolucionari va tornar a convocar una manifestació, que estigué molt més concorreguda que l'anterior. De nou, es van exhibir pancartes amb el lema "Germans, no dispareu!" i s'estigueren esperant fent assemblea en una plaça. Uns quants sindicalistes revolucionaris s'armaren i demanaren enderrocar el govern Ebert, però molts dels activistes del KPD fracassaren en l'intent de guanyar-se l'adhesió de les tropes; ni tan sols unitats com ara la Divisió Naval Popular, que es declarà neutral, volgueren donar suport a la revolta armada, mentre que d'altres guarnicions de Berlín es mantingueren lleials al govern.
El Comitè Revolucionari va convocar l'endemà als treballadors de Berlín a fer una vaga general per als 7 de gener i a enderrocar la resta del govern d'Eberts. La crida va ser seguida per unes 500.000 persones que van anar en massa al centre de la ciutat. Una gran multitud es va reunir als carrers i a les places de Berlín. El Comitè Revolucionari no va participar en els dies següents ni va estar involucrada pels líders de la vaga encara que estaven disposats a desermar els soldats al igual que en el novembre del 1918. Alguns cartells pancartes eren, en part, les mateixes consignes que al començament de la Revolució de Novembre: "Pau i unitat".
Durant els dos dies següents, el Comitè no va ser capaç de posar-se d'acord sobre la forma d'actuar. Alguns representants van demanar un aixecament armat. Altres demanaven que es negociés amb Ebert.
La Comissió va ser incapaç de donar indicacions als dos cents mil manifestants que eren als carrers i places de Berlín, per la qual cosa van tornar a casa seva el dia 6 i 7 de gener al vespre. Segons el periodista Sebastian Haffner, durant aquests dos dies van tindre l'oportunitat d'enderrocar al govern dels Representants del Poble i prendre posesió de la Cancellería del Reich.
El líder del KPD, Karl Liebknecht, inicialment estava en contra el Consell de Rosa Luxemburg, però sí que l'hi va donar suport en desencadenar-se una guerra civil. El Consell dels Diputats del Poble anava a ser derrocat per la forces armades impedint així les primeres eleccions lliures de l'Assemblea Nacional, del 19 de gener. Liebknecht tenia por que el KPD es pogués aïllar massa dels treballadors que volien enderrocar el govern. Al mateix temps, els representants del KPD van intentar posar del seu costat, alguns dels regiments situats a Berlín, especialment de la Divisió de la Marina del Poble . Tanmateix, això no va ser possible perquè la majoria dels soldats ja eren a casa seva ja sigui perquè es van declarar neutrals que es declaraven neutres o perquè la seva lleialtat era a l'anterior Consell de Diputats del Poble. D'altra banda, part de la població de Berlín, especialment la burgesia, va donar suport al govern d'Ebert. Va seguir la seva crida a la vaga i van aconseguir els edificis governamentals com escuts des del passat 6 de gener.
Mentre que, obeint ordres seves, cada vegada més tropes es dirigien a Berlín, Ebert acceptà una oferta de la USPD de fer de mitjancers entre ell i el Comitè Revolucionari. Ara bé, un cop es conegué la marxa de tropes sobre Berlín i en una publicació de l'SPD hi aparegué la frase "S'acosta l'hora de la veritat" ("Die Stunde der Abrechnung naht"), el Comitè trencà negociacions (8 de gener), la qual cosa va donar a Ebert l'oportunitat d'usar les tropes a partir de l'endemà. A més, a partir del dia 12 van començar a arribar batallons de Freikorps a Berlín, on actuaren com a esquadrons de la mort. Gustav Noske, antic Comissari del Poble per a l'Exèrcit i la Marina, va acceptar-ne el comandament. Després que els Freikorps desallotgessin brutalment alguns edificis ocupats i n'executessin immediatament els ocupants, els altres es rendiren, i una part d'ells acabà també afusellada. D'aquesta manera, hi hagué cent cinquanta-sis morts a Berlín.

## Els assassinats de Karl Liebknecht i Rosa Luxemburg

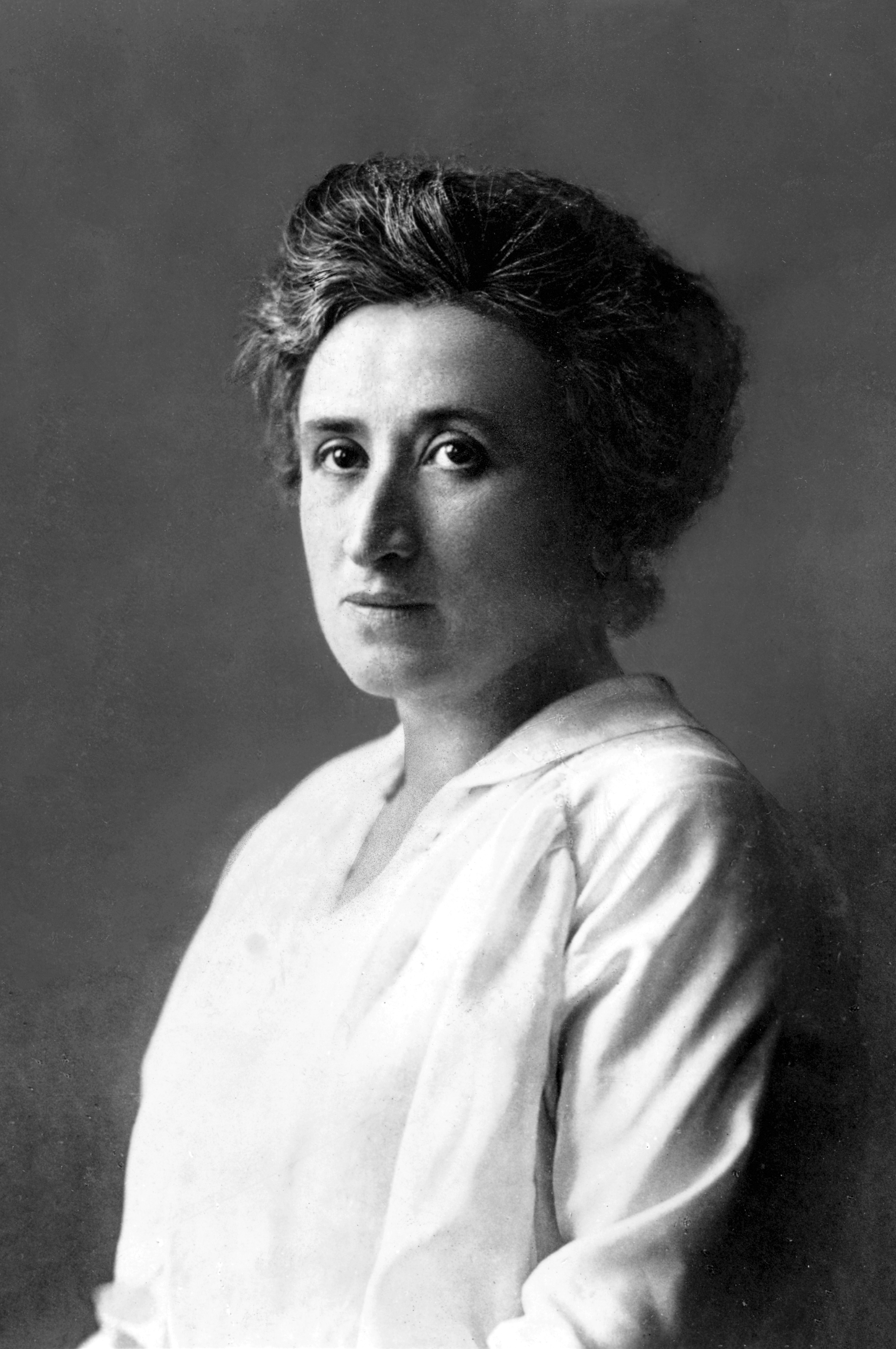
Rosa Luxemburg, va ser assassinada -amb Karl Liebknecht- després del fracàs de l'aixecament espartaquista a Berlín.

Els sospitosos d'haver instigat la revolta de gener van haver d'amagar-se. El 15 de gener de 1919 al vespre, Rosa Luxemburg i Karl Liebknecht van ser descoberts a Berlín en un pis del barri de Wilmersdorf, i van ser lliurats a la divisió de Freikorps Garde-Kavallerie-Schützen. El seu comandant, el capità Waldemar Pabst,
els feu interrogar i torturar. Aquella mateixa nit, tots dos presoners foren estabornits a cops de culata i morts d'un tret al cap. El cos de Rosa Luxemburg el van llençar al Canal de Landwehr, on no va ser trobat fins a l'1 de juliol, mentre que el cos de Karl Liebknecht el van enviar al dipòsit de cadàvers sense cap nom.
La majoria dels implicats en aquest fet quedà impune, i els pocs que foren jutjats i, encara, empresonats van rebre anys després compensacions per part del Tercer Reich; a més els nazis van refondre la Gardekavallerie en la SA (Sturmabteilung). En una entrevista concedida a "Der Spiegel" el 1962 com també a les seves memòries Papst hi afirmà que havia parlat per telèfon amb Noske a la cancelleria i que, per tant, comptava amb l'aprovació d'ell i d'Ebert. Aquesta afirmació, però, mai no ha estat demostrada, especialment perquè ni el parlament ni els tribunals investigaren mai els fets.
Després dels assassinats del 15 de gener, l'oposició entre l'SPD i el KPD esdevingué irreconciliable, la qual cosa va impedir cap acció conjunta d'aquests dos partits durant l'època de la República de Weimar.